# Wirtschaft in Pirmasens

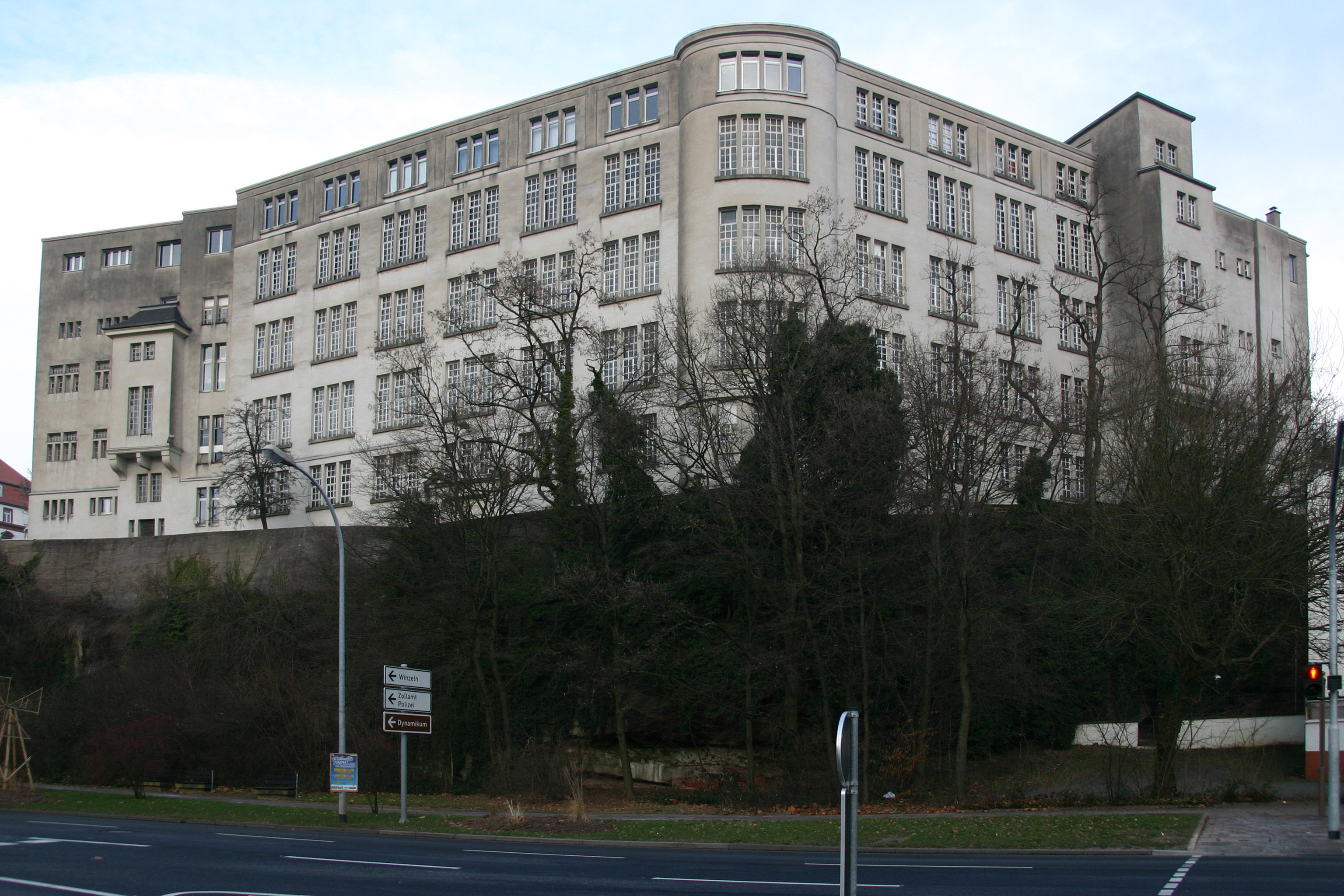
Ehemalige Schuhfabrik Ludwig Kopp

Die Wirtschaft in Pirmasens war  im 19. und 20. Jahrhundert von der Schuhindustrie geprägt, sodass die Stadt in diesem Zeitraum  als „deutsche Schuhmetropole“ bezeichnet wurde. Dazwischen gab es immer wieder tiefgreifende wirtschaftliche Krisen, auch heute befindet sich die Stadt nach der weitgehenden Verlagerung der Schuhproduktion ins Ausland noch in einem anhaltenden Strukturwandel. Darüber hinaus ist Pirmasens Messestadt.

## Bruttoinlandsprodukt
Im Jahre 2016 erbrachte Pirmasens, innerhalb der Stadtgrenzen, ein Bruttoinlandsprodukt (BIP) von 1,591 Milliarden €. Das BIP pro Kopf lag im selben Jahr bei 35.983 € (Rheinland-Pfalz: 34.118 €, Deutschland 38.180 €) und lag damit unter dem nationalen Durchschnitt. Das BIP je Erwerbsperson beträgt 54.391 €. In der Stadt waren 2016 etwa 26.600 erwerbstätige Personen beschäftigt.

## Wirtschaftstrends

### Entwicklung
Pirmasens war seit dem 19. Jahrhundert das Zentrum der deutschen Schuhindustrie. Die fehlende Konkurrenzfähigkeit, speziell gegenüber Ware aus dem Ausland, erschwerte den Unternehmen jedoch ab etwa 1970 in zunehmendem Maße die Massenproduktion. Ein Großteil der ansässigen Schuhfabriken wurde aufgegeben, andere konnten durch Auslagerung der Produktion ins Ausland sowie Spezialisierung auf Nischensegmente überleben. Da sich die Lage auch im Lederhandel, dem Maschinenbau und in der Chemiebranche verschlechterte, gingen so etwa 15.000 Arbeitsplätze verloren. Mit dem Abzug des amerikanischen Militärs verließen rund 10.000 Menschen – Soldaten und deren Angehörige – die Stadt. So gingen weitere 4.000 Arbeitsplätze mittelbar verloren. Die Arbeitslosenquote lag 2002 bei 14,9 Prozent, im April 2013 waren es immer noch 13,6 Prozent. Der Wert sank bis September 2019 auf 10,4 Prozent, bildete damit aber immer noch die höchste Arbeitslosigkeit in Rheinland-Pfalz und lag weit über dem Landesdurchschnitt von 4,2 Prozent. Das durchschnittliche Einkommen entsprach im Jahr 2016 88,3 % des Landesmittels von Rheinland-Pfalz.

### Konversion
Durch die Konversion des ehemaligen Kasernengeländes und leer stehender Fabrikgebäude wurden als angestrebter Ausgleich neue Gewerbeflächen geschaffen. Ein Beispiel hierfür ist der Neuffer-Komplex (Neuffer am Park), der Ärzte, Unternehmen und einen Radiosender beherbergt sowie der Gewerbepark Husterhöhe (ehemalige Husterhöh-Kaserne), in dem sich zwischen den Jahren 2000 und 2016 die Anzahl der Arbeitsplätze von 120 auf etwa 2700 in insgesamt 102 Unternehmen erhöht hat. Auch die ehemals größte Schuhfabrik Deutschlands Rheinberger wurde 2007–2008 zu einem Gewerbepark ähnlich dem Neuffer-Komplex umgebaut.
Durch die Erfolge bei den bisherigen Konversionsprojekten und durch die Stabilisierung der lokalen Unternehmen hat sich die Arbeitsplatzsituation in den letzten Jahren wieder verbessert, sodass Pirmasens (Stand 2017) mit etwa 20.000 Arbeitsplätzen auf 40.000 Einwohnern unter den zwölf kreisfreien Städten in Rheinland-Pfalz die fünfthöchste Arbeitsplatzdichte hat. Im Jahr 2015 lag der Wert bei 1056 Erwerbstätigen am Arbeitsort je 1000 Einwohner im erwerbsfähigen Alter. Stärker als die Stadt selbst konnte davon der benachbarte Landkreis Südwestpfalz profitieren, der trotz der niedrigsten Arbeitsplatzdichte in Rheinland-Pfalz eine sehr niedrige Arbeitslosigkeit von 4 Prozent besitzt (Stand: September 2017).

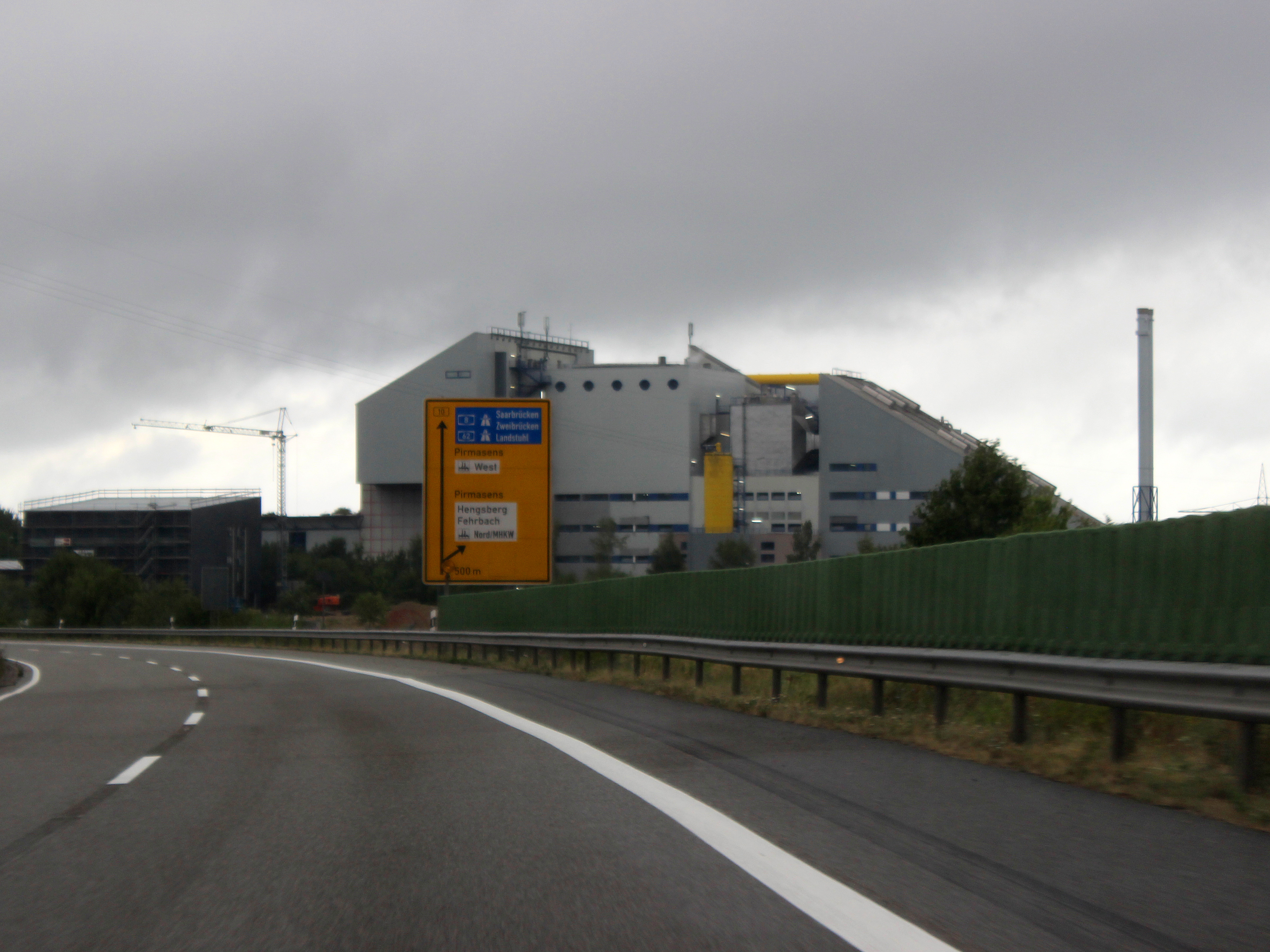
Bundesstraße 10 mit Müllheizkraftwerk

Den Standort attraktiver machen soll eine Verbesserung der Infrastruktur, zum Beispiel der vierspurige Ausbau der Bundesstraße 10 zwischen der A 8 und der A 65 in Landau, oder die Schaffung weiterer Gewerbeflächen durch ein interkommunales Gewerbegebiet zusammen mit der Stadt Rodalben auf dem Grünbühl (im Norden der Husterhöhe) nach dem geplanten Abzug des amerikanischen Medical Centers.

### Ausblick
Im Zukunftsatlas 2016 belegte die Stadt Pirmasens Platz 374 von 402 Landkreisen, Kommunalverbänden und kreisfreien Städten in Deutschland und zählt damit zu den Regionen mit „hohen Zukunftsrisiken“. Die strukturellen Probleme mit den wirtschaftlichen und sozialen Folgen haben sich in der Zeit danach zwar teils bestätigt, die Konversionsprojekte waren jedoch großteils erfolgreich.

## Ansässige Unternehmen

### Schuhfabriken
Pirmasens war lange Jahre von der Schuhindustrie geprägt. Eine eigene Produktion in der Stadt weist noch die Firma Kennel & Schmenger auf. Die älteste deutsche Schuhfabrik Peter Kaiser stellte Ende April 2021 ihre Produktion vor Ort ein. Auch die Schuhfabrik Carl Semler beantragte im Januar 2025 zunächst Insolvenz in Eigenverantwortung und kündigte im März desselben Jahres an, die gesamte Produktion nach Ungarn zu verlegen. Die meisten der Hersteller, die die Krise der Schuhindustrie überlebt haben, haben ihre Produktion vollständig ins Ausland verlegt und konzentrieren in Pirmasens noch ihre Verwaltung sowie den Vertrieb und die Entwicklung ihrer Modelle. Beispiele dafür sind Peter Kaiser und die Firma Caprice, die 1990 entstand und zur Wortmann Schuh-Holding gehört. Die früheren Massenproduzenten wie Neuffer, Rheinberger oder Salamander verlagerten ihre Produktion ins Ausland oder gingen in die Insolvenz.

### Unternehmen in mittelbarem Zusammenhang mit der Schuhindustrie
Viele weitere Unternehmen entwickelten sich aus Zulieferern der Schuhindustrie oder betreiben damit bis heute ihr Kerngeschäft. Die Firma Framas Kunststofftechnik produziert Leisten und Sohlen unter anderem für Adidas und Nike. Der Bedarf an Schuhklebstoffen führte zur Gründung mehrerer chemischer Unternehmen, wie der Kunststoffhersteller Profine und der Hersteller von Kleb- und Dichtstoffen Kömmerling Chemische Fabrik, die ehemals ein zusammengehörendes Unternehmen bildeten. Heute ist Profine mit etwa 1200 Mitarbeitern der größte Arbeitgeber der Stadt. In direkter Nachbarschaft zu Kömmerling und Profine befindet sich die Firma Keck, die auch Industriefarben für die Herstellung von Fußbällen liefert. Aus der Herstellung von Schuhmaschinen entwickelten sich Maschinenbauunternehmen wie der Stanzmaschinenhersteller Schoen + sandt machinery oder die Ring-Gruppe, unter anderem ein Hersteller von Stanz- und Perforiermaschinen.

### Sonstige Unternehmen

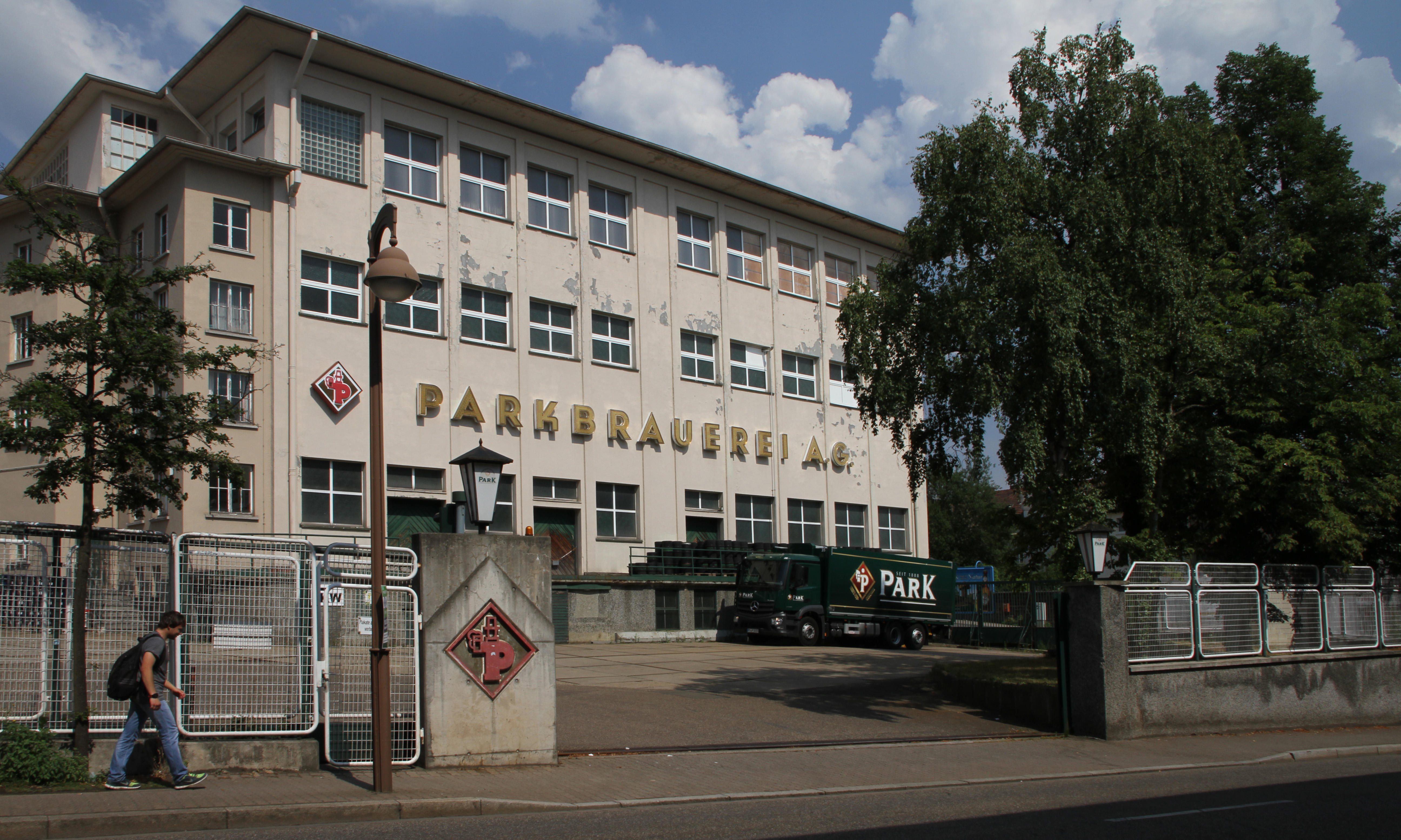
Sitz der Brauerei Park & Bellheimer

In Winzeln befindet sich der Sitz der großen regionalen Einzelhandelskette Wasgau mit insgesamt fast 4000 Mitarbeitern im südlichen Rheinland-Pfalz und dem Saarland, davon etwa 1000 in Pirmasens. Die lokale Brauerei Park & Bellheimer ging 1995 aus der Park- und Bürgerbräu AG mit Sitz in Pirmasens (ursprünglich Parkbrauerei Pirmasens & Zweibrücken AG) und der Bellheimer Brauerei K. Silbernagel AG mit Sitz in Bellheim hervor. Nach einer Firmenkrise wurde sie 2004 von der Mannheimer Actris AG übernommen und gehört seit einem Management-Buyout im Jahr 2010 mehrheitlich dem früheren Actris-Manager Roald Pauli. Seit 1957 ist der Süßwarenhersteller WAWI Schokolade AG, Hersteller von Nappo, Moritz und WAWI, in Pirmasens ansässig. Ein noch relativ junges Unternehmen ist Convar, ein Spezialist für Datenrettung, der schon nach den Anschlägen des 11. September 2001 Datenträger aus den Trümmern des World Trade Center wiederherstellte. Ihren Sitz in Pirmasens haben ebenfalls die Sparkasse Südwestpfalz, die VR-Bank Südwestpfalz Pirmasens-Zweibrücken sowie der Motorradzubehörhersteller Hepco & Becker mit seiner Tochter Krauser.
PSB Intralogistics ist ein Maschinen- und Anlagenbauer mit ca. 500 Mitarbeitern. Vor über 130 Jahren als Schlosserei gegründet, bilden heute automatisierte Lagerlösungen das Kerngeschäft des in der Blocksbergstraße ansässigen Unternehmens.